# سيلفيا هيتشكوك
سيلفيا لويز هيتشكوك كارسون (بالإنجليزية: Sylvia Hitchcock) (31 يناير 1946 - 15 أغسطس 2015) عارضة أزياء أمريكية وملكة الجمال سابقة بعدها تتويجها بمسابقة ملكة جمال ألاباما الولايات المتحدة الأمريكية، ملكة جمال الولايات المتحدة الأمريكية، و ملكة جمال الكون عام 1967، أقيمت المسابقة في البرازيل حينها، وشارك فيها أكثر من 56 ملكة جمال من جميع أنحاء العالم.

## نشأتها
ولدت هيتشكوك في هافيرهيل بولاية ماساتشوستس ونشأ في مزرعة دجاج في ميامي بفلوريدا. التحقت بمدرسة بالميتو الثانوية ، كلية ميامي ديد جونيور ودرست الفن في جامعة ألاباما. كانت طالبة في الجامعة عندما فازت بلقب ملكة جمال الولايات المتحدة الأمريكية ، اختارت هيتشكوك عدم إكمال شهادتها. كانت سيلفيا عضوًا في نادي نسائي تشي أوميغا.

## وفاتها
نشأت في ليك ويلز بولاية فلوريدا حتى وفاتها من مرض السرطان في 15 أغسطس 2015. كانت تبلغ من العمر 69 عامًا.

## روابط خارجية
- سيلفيا هيتشكوك على موقع IMDb (الإنجليزية)
- سيلفيا هيتشكوك على موقع كينوبويسك (الروسية)